# Semiothisa transitaria
Semiothisa transitaria är en fjärilsart som beskrevs av Walker 1861. Semiothisa transitaria ingår i släktet Semiothisa och familjen mätare. Inga underarter finns listade i Catalogue of Life.